# Pastorela
Pastorela (z łac. pastorella) – staroprowansalski gatunek literacki, odmiana sielanki.
Gatunek powstał w 1. poł. XII wieku. Najstarszym twórcą tego rodzaju utworów był gaskoński trubadur Cercamon, aczkolwiek jego twórczość nie zachowała się. Najstarsze zachowane pastorele zostały napisane przez trubadura Marcabru, ucznia Cercamona. Pastorele były stosunkowo popularne do schyłku XIII wieku, zaś w Prowansji przetrwały do wieku XVI. Ogółem zachowało się trzydzieści pastoreli. Prowansalska pastorela stała się w pewnym stopniu wzorem dla francuskiego gatunku pastourelle, z którego następnie sama czerpała inspiracje.
Gatunek pastorela operował konwencjonalnymi postaciami i sztucznymi sytuacjami, co sprawiało, że nie opisywał rzeczywistego życia na wsi. Często powtarzającym się motywem była postać poety, który, doprowadzony do rozpaczy przez damę, spotyka pasterkę porzuconą przez kochanka, i znajduje u niej ukojenie.